# Papieska Rada ds. Świeckich
Papieska Rada ds. Świeckich – była dykasteria Kurii Rzymskiej, powołana w styczniu 1967, zajmująca się stowarzyszeniami i apostolstwem osób świeckich w Kościele katolickim. 1 września 2016 zgodnie z motu proprio papieża Franciszka, weszła w skład powstającej Dykasterii ds. Świeckich, Rodziny i Życia.

## Przewodniczący Rady
- Maurice Roy (6 stycznia 1967 – 16 grudnia 1976)
- Opilio Rossi (10 grudnia 1976 – 8 kwietnia 1984)
- Eduardo Francisco Pironio (8 kwietnia 1984 – 20 sierpnia 1996)
- James Stafford (20 sierpnia 1996 – 4 października 2003)
- Stanisław Ryłko (4 października 2003 – 1 września 2016)